# مجله شرق لاتین
مجله شرق لاتین (به لاتین: Revue de l'Orient Latin) که با نام اختصاری ROL نیز شناخته می‌شود، نام مجموعه‌ای است ۱۲ جلدی که از سال ۱۸۹۳ تا ۱۹۱۱ منتشر شد. این مجموعه که ادامه آرشیو شرق لاتین است، شامل اسناد و مدارکی مرتبط با قرون میانه و به خصوص جنگ‌های صلیبی است.